# Parastacilla truculenta
Parastacilla truculenta är en kräftdjursart som beskrevs av Hale 1924. Parastacilla truculenta ingår i släktet Parastacilla och familjen Arcturidae. Inga underarter finns listade i Catalogue of Life.